# Caesar Rymarowicz
Caesar Rymarowicz (* 1930 in Zagórów, Polen; † 1993 in Berlin) war ein polnisch-deutscher Übersetzer.

## Herkunft und Leben
Rymarowicz wurde 1930 in Zagórów als Sohn eines Polen und einer Deutschen geboren und wuchs zweisprachig auf. Seit 1948 lebte er in der SBZ/DDR und machte sein Abitur 1950 in Werneuchen. Danach studierte er Anglistik und Slawistik, zunächst in Potsdam, dann ab 1951 an der HU Berlin, wo er 1954 sein Diplom im Hauptfach Polonistik abschloss. Nach zwei Jahren als Lektor an der Humboldt-Universität begann er 1956 eine Tätigkeit als freier Übersetzer und Verlagsgutachter, die er bis zur Wiedervereinigung ausübte.
Rymarowicz übersetzte hauptsächlich aus dem Polnischen, darunter viele Werke von Stanisław Lem, aber auch aus dem Italienischen (z. B. Erzählungen von Italo Calvino), Französischen und Russischen. Neben seinen mehr als 50 in Buchform erschienenen Übersetzungen übertrug Rymarowicz auch zahlreiche Erzählungen.